# Toxorhina protrusa
Toxorhina protrusa là một loài ruồi trong họ Limoniidae. Chúng phân bố ở miền Australasia.